# 奥拉维尔·约翰内松
奥拉维尔·约翰内松（1913年3月1日—1984年5月20日）冰岛第15任总理。他是进步党成员，在1980年代担任党主席。

## 生平
奥拉维尔就读于阿库雷里专科学院（Akureyri Junior College）(1935年录取入学)，在冰岛大学学习法律(1939年毕业, 1942年获Hdl)。在丹麦和瑞典读完研究生之后，他当过律师和会计师，后返回学术界，1947–78年在法律研究所担任讲师和教授。
1971 - 1974年和1978 - 1979年奥拉维尔担任总理兼司法部长和教会事务部长；1980–1983年任外交部长。在他的任期内，冰岛政府与英国发生鳕鱼战争。

## 家庭
1941年奥拉维尔与Dóra Guðbjartsdóttur结婚 (b. 1915)，有三个孩子。